# Tate Reeves
Jonathan Tate Reeves (Florence, 5 de junio de 1974) es un político estadounidense que se desempeña como gobernador de Misisipi desde 2020. Miembro del Partido Republicano, Reeves se desempeñó anteriormente como vicegobernador de Misisipi de 2012 a 2020 y como tesorero del estado de Misisipi de 2004 a 2012.

## Temprana edad y educación
Nativo del condado de Rankin, Misisipi, Reeves es el hijo mayor de Terry Reeves y Dianne Peeples. El padre de Reeves fundó una empresa de calefacción y aire acondicionado en 1975 que se convirtió en un negocio multimillonario. Reeves se graduó de Florence High School en Florence. Luego se graduó de Millsaps College en Jackson con una licenciatura en economía. Jugó baloncesto universitario durante dos años antes de lesionarse el hombro.
En Millsaps College, Reeves fue miembro de Kappa Alpha Order, una fraternidad conocida por sus actividades racistas, incluido el uso de epítetos raciales y la organización de bailes de temática confederada. Se vio envuelto en una controversia en 2019, cuando aparecieron fotos del anuario que mostraban a miembros de la fraternidad con la cara pintada de negro y uniformes confederados, pero no está claro si Reeves estuvo involucrado.

## Carrera temprana
Después de graduarse de la universidad en 1996, Reeves se convirtió en analista financiero colegiado. Trabajó en Park South Corporation, una subsidiaria del Deposit Guaranty National Bank, que finalmente se fusionó con AmSouth. En 2000, Reeves se mudó a Trustmark National Bank, donde fue gerente de cartera financiera hasta 2003, cuando renunció para postularse para tesorero estatal.

## Vida personal
Reeves está casado con Elee Reeves (de soltera Williams); tienen tres hijas. Reeves y su familia asisten a la Iglesia Metodista Unida Galloway Memorial.